# Hetes
Hetes è un comune dell'Ungheria di 1.148 abitanti situata nella contea di Somogy, nell'Ungheria centro-occidentale.